# Étienne Ier (pape)
Pour les articles homonymes, voir Étienne Ier, Étienne et Saint Étienne.
Étienne Ier (en latin, Stephanus) est le 23e évêque de Rome et pape de l'Église catholique. Élu pour succéder à Lucius Ier le 12 mai 254 il est évêque de Rome jusqu'à sa mort, par décapitation, le 2 août 257, durant la persécution ordonnée par l'empereur Valérien.
De la classe noble de l'Empire romain, il est élu évêque de Rome dans la catacombe de Saint-Calixte, en présence de la communauté des fidèles, par les prêtres qui avaient un titre paroissial dans Rome et par les diacres qui secondaient les prêtres.

## Biographie
Son pontificat, qui dure jusqu'au 2 août 257, s'insère entre deux vagues de persécutions mais connaît une crise interne à l'Église particulièrement grave, qui mène celle-ci au bord du schisme avec les Églises d'Orient et celle d'Afrique. Comme ses deux prédécesseurs, Étienne est favorable à la réintégration des chrétiens apostats qui renièrent leur foi sous la persécution de Dèce mais se repentirent après. Le problème se posait aussi pour les clercs. Ils avaient le devoir, comme tout chrétien, de ne renier leur religion d'aucune manière. Étienne refuse de réintégrer deux évêques d'Espagne qui avaient échappé à la persécution en produisant des certificats attestant qu'ils avaient sacrifié aux dieux païens. Il fait de même envers l'évêque d'Arles, qui était passé aux novatiens.
Étienne Ier exige de la totalité des Églises chrétiennes qu'elles se conforment à la tradition romaine en ce qui concerne le baptême des hérétiques, des schismatiques et des chrétiens apostats, à savoir une simple imposition des mains de l'évêque, la confirmation, puisque ce sont des personnes qui ont déjà reçu le baptême. "Le fait que même en dehors de l'Église authentique le nom du Dieu Trinité avait été invoqué sur le nom du candidat au baptême lui semblait plus essentiel que des déficiences éventuelles concernant la foi ou le pouvoir du ministre". Mais les Églises d'Orient et d'Afrique exigent un nouveau baptême. Le pape Étienne, conscient de sa charge pontificale de successeur de Pierre, n'accepte pas cette opposition. Un conflit s'engage avec Cyprien, l'évêque de Carthage, qui aboutit à l'excommunication, temporaire, de ce dernier par le pape. Plus tard, avant son martyre, Cyprien de Carthage revient sur son erreur et reconnaît la justesse de la position romaine concernant le baptême des hérétiques.

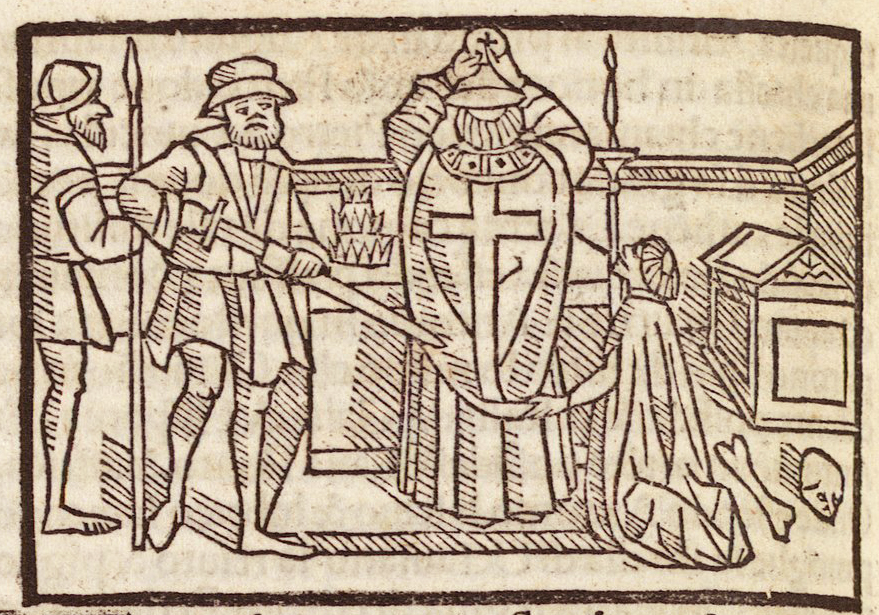
Le martyre du pape Étienne dans La Légende dorée (1497).

La tradition romaine rapporte que le pape Étienne fut décapité sur son siège pontifical même, par les soldats durant la persécution de Valérien, alors qu'il présidait clandestinement la messe dans les catacombes souterraines de Saint-Calixte. Il est présumé qu'il fut inhumé dans la crypte des Papes de la catacombe de Saint-Calixte. Cependant sa pierre tombale n'a pas été retrouvée jusqu'ici.
Sa fête solennelle a lieu le 2 août.